# Lars Olofsson
Lars Olofsson (* 19. Dezember 1954 in Kristianstad, Schweden) ist ein schwedischer Manager.

## Leben
Olofsson studierte Wirtschaftswissenschaften an der Universität Lund und am International Institute for Management Development in Lausanne. 1976 erhielt er eine Anstellung im schweizerischen Unternehmen Nestlé. Von 2009 bis 2012 war Olofsson CEO des französischen Unternehmens Carrefour. Ihm folgte 2012 im Amt bei Carrefour der französische Manager Georges Plassat.